# Satzkorn
Satzkorn è un quartiere della città tedesca di Potsdam.

## Storia
Satzkorn fu nominata per la prima volta nel 1332.

Costituì un comune autonomo fino al 26 ottobre 2003.

## Monumenti e luoghi d’interesse
Chiesa (Dorfkirche)Costruzione di origine medievale, fortemente modificata nel 1669 con la costruzione di una torre.